# Торгсин (телесериал)
«Торгсин» — российский художественный многосерийный цветной телевизионный фильм режиссёра Дмитрия Петруня. Премьерный показ телесериала состоялся на телеканале «Россия-1» 10 апреля 2017 года. Состоит из одного сезона в 8 сериях. Действие сериала происходит в 1934 году. В основе сюжета судьба главной героини сериала Лидии Сокольской (Александра Бортич), для которой неожиданным образом открывается её прошлое и происхождение. Действие фильма происходит вокруг московского магазина «Торгсин», руководит им Виктор Серебров (Григорий Антипенко), бывший сотрудник чрезвычайной комиссии, который причастен к трагедии в семье кровавого князя Ахрубекова.

## Сюжет
«Торгсин» — криминальная драма, которая рассказала о судьбе Лидии Сокольской, дочери князя Ахрубекова, которая неожиданным образом узнает своё трагическое прошлое и принадлежность к высокому происхождению. От княжеской семьи ей достаётся изумрудный кулон, который имеет высокую ценность и является одним из элементов ювелирной коллекции, за которой идёт охота со стороны отдельных криминальных элементов. Премьерная демонстрация состоялась 10 апреля 2017 года на телеканале Россия-1.
Лида с братом Алексеем переезжают в Москву на постоянное место жительство. Брат научный работник музея, а Лида трудоустраивается переводчицей в магазин Торгсин, которым руководит Виктор Серебров. Между главной героиней и Виктором завязываются серьёзные отношения. Тайна кулона приводит Лиду к тайне её собственного происхождения, а знакомство с Серебровым — к большой любви.

## В главных ролях
| Актёр              | Роль               |
| ------------------ | ------------------ |
| Александра Бортич  | Лидия Сокольская   |
| Григорий Антипенко | Виктор Серебров    |
| Алексей Демидов    | Алексей Сокольский |

### В ролях
| Актёр              | Роль                                                        |
| ------------------ | ----------------------------------------------------------- |
| Сергей Шакуров     | Ахрубеков кровавый князь                                    |
| Александр Носик    | Матвей Яровой председатель правления «Торгсина»             |
| Сергей Горобченко  | Гиря (Гриша Власов)                                         |
| Марина Коняшкина   | Роза продавщица                                             |
| Сергей Юшкевич     | Аркадий Яковлевич Свенсон искусствовед                      |
| Екатерина Климова  | Анна жена Ярового                                           |
| Роман Мадянов      | Боков приёмщик скупки "Торгсина"                            |
| Илья Кочетков      | Вася сотрудник "Торгсина"                                   |
| Пётр Королёв       | Чинарик подручный Гири                                      |
| Марк Рудинштейн    | Фёдор Ипатьевич главбух "Торгсина"                          |
| Владимир Юматов    | Александр Евгеньевич Ферсман академик, руководитель Алексея |
| Кирилл Козаков     | Константин Григорьевич Беркович психиатр                    |
| Дмитрий Щербина    | Андрей Белов замнаркома                                     |
| Дмитрий Поднозов   | Генрих Григорьевич Ягода                                    |
| Анна Мареева       | Соня                                                        |
| Марат Абдрахимов   | Коля-нэпман                                                 |
| Екатерина Копанова | Даша служанка в доме Сереброва                              |

## Съёмочная группа
- Автор сценария: Татьяна Сарана, Василий Павлов.
- Режиссёр: Дмитрий Петрунь.
- Оператор-постановщик: Егор Суровцев.
- Художник-постановщик: Ольга Коваленко.
- Композиторы: Илья Ефимов, Сергей Григорьев, Антон Шварц.
- Кастинг-директор: Любовь Короткова.

## Награды и премии
Телефильм «Торгсин» был номинирован в двух категориях кинопремии «Золотой орёл» в 2018 году.
- киноактриса Екатерина Климова стала номинантом в категории «Лучшая женская роль на телевидении».
- телефильм «Торгсин» был номинантом в категории Лучший телефильм или мини-сериал (до 10 серий).